# The Abominable Snowman (film)
Oribilul om al zăpezii (titlu original: The Abominable Snowman) este un film SF britanic din 1957 regizat de Val Guest. În rolurile principale joacă actorii  Forrest Tucker, Peter Cushing, iar în cele secundare Maureen Connell, Richard Wattis și Robert Brown. Realizat de Hammer Film Productions, este bazat pe o piesă de teatru BBC din 1955, Creatura, scrisă de Nigel Kneale, cel care a scris și scenariul acestui film.

## Prezentare
Scenariul prezintă un cercetător britanic, John Rollason (interpretat de Peter Cushing), care se alătură unei expediții americane conduse de căutătorul de aur Tom Friend (interpretat de Forrest Tucker) pentru a găsi în munții Himalaya pe legendarul Yeti, omul-zăpezii.

## Distribuție
- Forrest Tucker este Dr Tom Friend
- Peter Cushing este Dr John Rollason
- Maureen Connell este Helen Rollason
- Richard Wattis este Peter Fox
- Robert Brown este Ed Shelley
- Michael Brill este Andrew McNee
- Wolfe Morris este Kusang
- Arnold Marlé este Lhama
- Anthony Chinn este Majordom